# 2011 en Islande
Chronologie de l'Islande
- 2007
- 2008
- 2009
- 2010
- 2011
- 2012
- 2013
- 2014
- 2015

## Chronologie
- Le KR Reykjavik remporte le Championnat d'Islande de football 2011 avec 3 points d'avance sur le FH Hafnarfjordur.
- En décembre 2011, l'Islande reconnait l'État de Palestine.
- Le KR Reykjavik remporte la Coupe d'Islande de football 2011 contre le Thor Akureyri.
- Le Valur Reykjavík remporte, face au Fylkir Reykjavík, la Coupe de la Ligue islandaise de football 2011.
- Le 21 mai 2011, le volcan islandais Grímsvötn entre en éruption.
- Le 9 avril 2011, le Référendum islandais sur le remboursement de la dette s'est tenu en Islande, il aboutit par 59,1 % de non et 40,9 % de oui avec 75 % de participation.
- Le Víkingar Akureyri remporte le Championnat d'Islande de hockey sur glace 2011 à sa première année d’existence.
- Le Fimleikafélag Hafnarfjarðar remporte le championnat d'Islande de handball 2011.